# Дело (журнал XX века)
«Де́ло» (Дѣло) — двухнедельный научный и общественно-политический журнал меньшевиков-оборонцев. Издавался в Москве с августа 1916 года по январь 1917 года. под редакцией А. Н. Потресова, П. П. Маслова и Л. И. Аксельрод (Ортодокс). Инициатор издания — А. Н. Потресов. «Дело» продолжало закрытые ранее издания Потресова «Наша заря» и «Наше дело» (Санкт-Петербург). В 1916 году вышло 10 номеров (из них три двойных), в 1917 году — один номер. Журнал выражал взгляды патриотического крыла РСДРП. Идеологический тон в нём задавали статьи самих редакторов, освещавшие вопросы партийной стратегии и тактики, международной и внутренней политики. Политическое кредо издания выражено следующим образом:

Без перерождения России невозможна защита её, но и обратно — без защиты её — невозможно её перерождение… Пора марксистам не пугаться слова «союз» и из уважения к политической азбуке научиться, наконец, различать между бесформенной «амальгамой»… и временным союзом — соглашением организованных и организующихся разноклассовых общественных сил, сохраняющих при этом всю свою самостоятельность.
— Дело, 1916, № 5—6, с. 95.
Помимо этого журнал отводил много места литературной и художественной критике. В журнале печатались В. И. Засулич, Д. И. Заславский, В. Л. Львов-Рогачевский, Е. А. Гутовский, И. Н. Дементьев и другие.